# IFPI Grèce
IFPI Grèce (en anglais : IFPI Greece, en grec : IFPI Ελλάδος) est la branche grecque de la Fédération internationale de l'industrie phonographique (IFPI) et l'organisme officiel de certification des ventes d'enregistrements en Grèce. Fondée en 1989, l'association compile et publie un classement des ventes d'albums.
La dénomination commerciale nationale de l'IFPI Grèce est « Ένωση Ελλήνων Παραγωγών Ηχογραφημάτων » (ΕΕΠΗ) (littéralement en français, Association des producteurs de disques grecs),. « IFPI Greece » est toutefois le nom utilisé pour désigner l'association.